# Letestua durissima
Letestua durissima là một loài thực vật có hoa trong họ Hồng xiêm. Loài này được Auguste Jean Baptiste Chevalier mô tả khoa học đầu tiên năm 1917 dưới danh pháp Pierreodendron durissimum. Năm 1920, Paul Henri Lecomte thiết lập chi Letestua và chuyển nó sang chi này.

## Lịch sử phân loại
Năm 1917, Auguste Jean Baptiste Chevalier tạo ra chi Pierreodendron với 1 loài duy nhất do ông đặt tên là Pierreodendron durissimum do Georges Marie Patrice Charles Le Testu thu thập tại Gabon năm 1910. Tuy nhiên, danh pháp Pierreodendron đã được Heinrich Gustav Adolf Engler sử dụng từ năm 1907 để chỉ một chi trong họ Simaroubaceae, vì thế Pierreodendron của Chevalier là không hợp lệ. Năm 1920, Paul Henri Lecomte phát hiện ra điều này và thành lập chi Letestua để thay thế.
Lecomte cũng mô tả loài thứ hai là Letestua floribunda, nhưng hiện nay nó được coi là đồng nhất với Letestua durissima.

## Từ nguyên
Tên gọi Letestua là để vinh danh nhà thực vật học Georges Marie Patrice Charles Le Testu (1877-1967), người đã thu thập mẫu (số Le Testu 1669/1169? ngày 25 tháng 12 năm 1910) để Chevalier cũng như Lecomte mô tả loài mới.

## Phân bố
Loài này được tìm thấy ở Congo và Gabon.